# انتخابات الرئاسة الأمريكية 1884
الانتخابات الرئاسية الأمريكية 1884 هي الانتخابات الرئاسية الأمريكية التي جرت في 4 نوفمبر 1884، لانتخاب رئيس الولايات المتحدة، فاز بالانتخابات جروفر كليفلاند.

## معرض صور

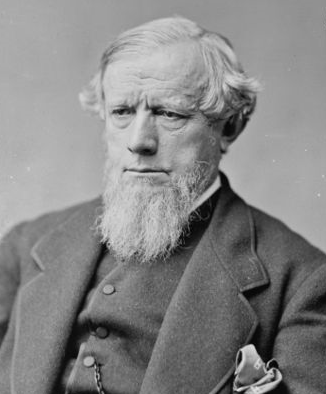
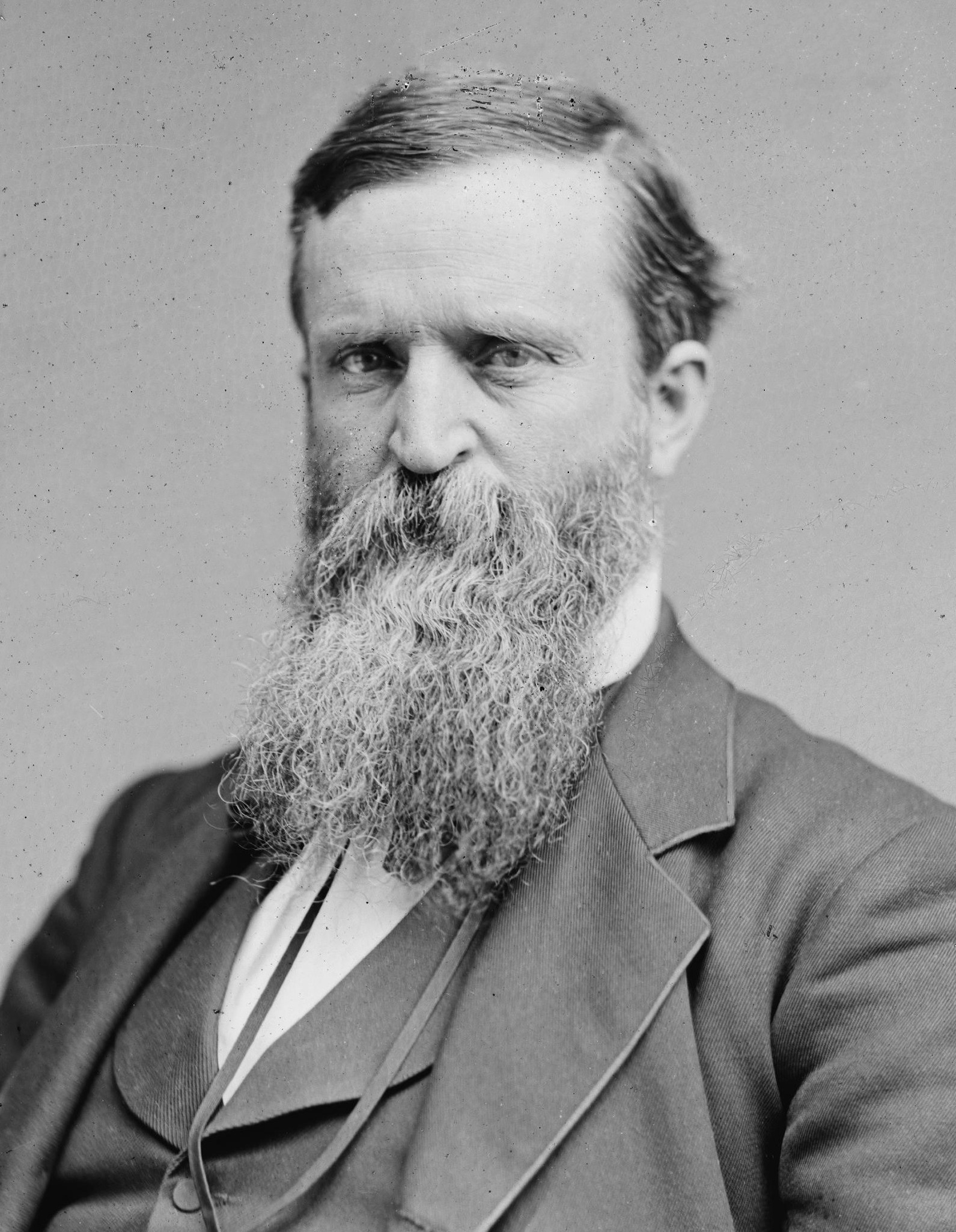
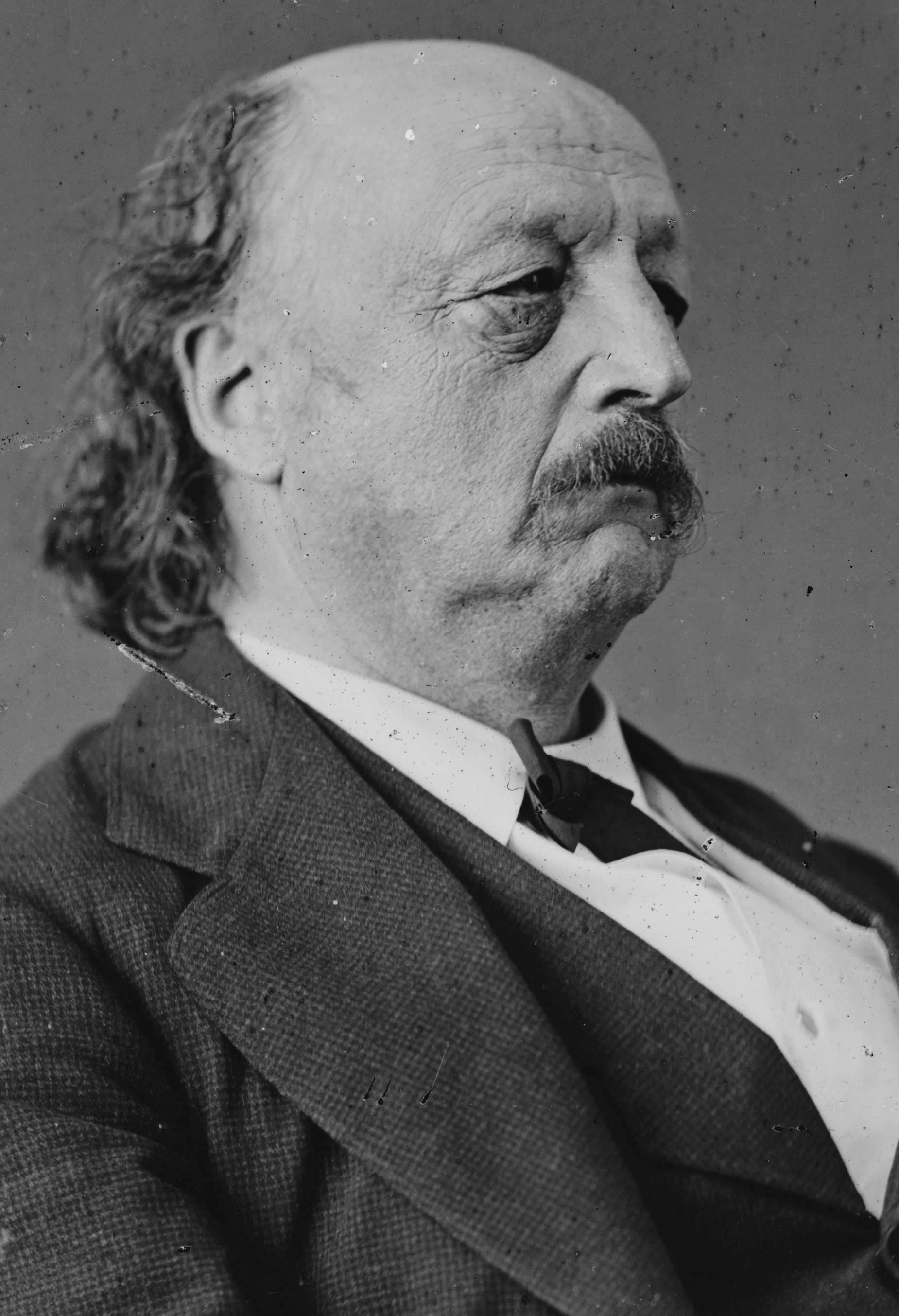

## المرشحين
| المرشح         | الحزب | عدد الأصوات |
| -------------- | ----- | ----------- |
| جروفر كليفلاند |       |             |
| جيمس جي بلين   |       |             |